# Case SATEC

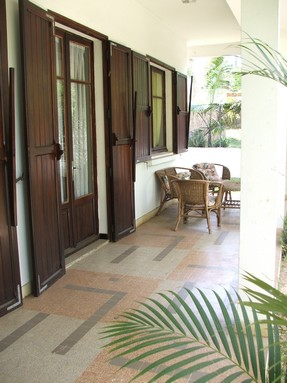
Varangue d'une case SATEC au Tampon.

Une case SATEC est un type de case créole de l'île de La Réunion, département d'outre-mer français dans le sud-ouest de l'océan Indien.
Ce sont généralement des maisons en structure béton armé et qui ont, entre autres, la particularité d'avoir une toiture deux pans en béton de très faible pente ou une toiture terrasse.
Texte extrait l’ouvrage intitulé « Le Crédit Agricole de La Réunion (1949 - 2019) - La conviction du développement » :
En 1961, la Satec (Société d’aide technique de coopération) voit le jour à l’initiative de l’État et de la Coopérative d’habitat rural, émanation de la Caisse régionale du Crédit Agricole Mutuel de La Réunion. Les maisons Satec sont de bonne qualité et permettent à de nombreux foyers modestes de devenir propriétaires moyennant un investissement raisonnable. Les plans proposés marient bois, métal, parpaing et les fameux « nacos » (succession de lames de verre disposées aux fenêtres sur châssis à ouverture variable).